# Hubert Rickelmann
Hubert Rickelmann (* 20. April 1883 in Mettingen; † 30. Juni 1961 in Ibbenbüren) war ein deutscher Heimatforscher und Autor.
Er hat sich vor allem mit der Geschichte seiner Heimatgemeinde Mettingen und dem Tüöttenwesen intensiv beschäftigt, aber auch mit dem Ibbenbürener Steinkohlenrevier. Neben Mettingen im Wandel der Zeiten legte er die Grundlage für das später von Hans Röhrs erweiterte Standardwerk Der Ibbenbürener Steinkohlenbergbau von den Anfängen bis zur Gegenwart.

## Leben und Wirken
Hubert Rickelmann war der Sohn des aus Ankum stammenden Windmüllers Bernhard Rickelmann und dessen Frau Caroline aus dem Mettinger Fahlbachtal. Ab dem zehnten Lebensjahr verbrachte er einen Teil seiner Jugend im Haus der angesehenen Wieher Tüöttenfamilie Hettlage und wuchs so in die Welt der Tüötten und Kaufleute hinein. Seine zwei jüngeren Brüder Heinrich und Theodor fielen im Ersten Weltkrieg.

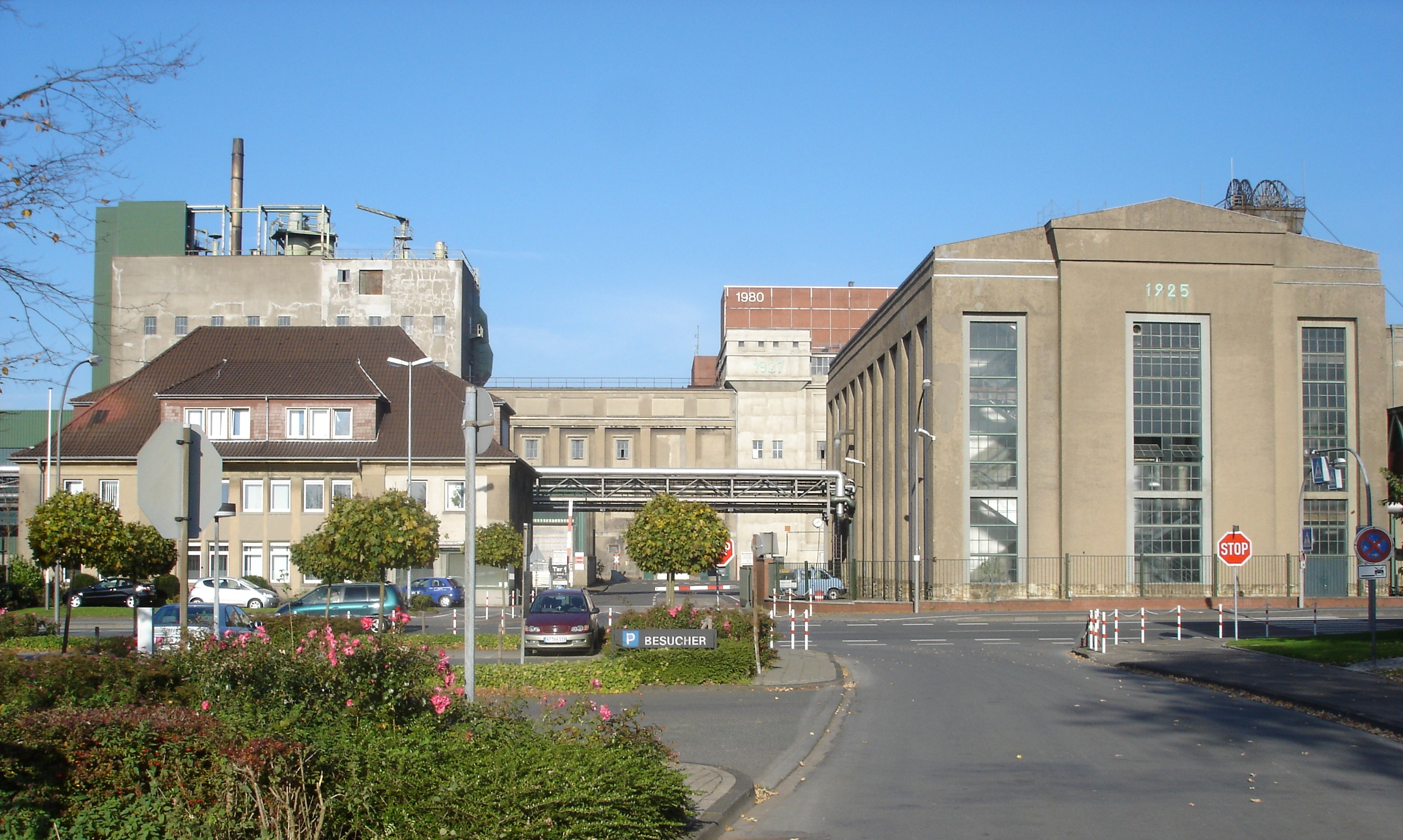
Hubert Rickelmann arbeitete in der Verwaltung des Bergwerks Ibbenbüren und erforschte dessen Geschichte

Hubert Rickelmann lebte später in Ibbenbüren. Dort arbeitete er 43 Jahre lang in der Verwaltung des dortigen Bergwerks der Preussag, davon 24 Jahre als Bürovorsteher. Er war langjähriges Mitglied des Gesangvereins der Preussag und der Bergkapelle.
Bereits in jungen Jahren wandte er sich der Heimatbewegung und der Heimatforschung zu, sammelte heimatkundliche Veröffentlichungen sowie Überlieferungen, Sagen und Volkslieder aus Mettingen und Umgebung. Diese veröffentlichte er in den von Karl Wagenfeld redigierten Heimatblättern der Roten Erde und in der Ibbenbürener Volkszeitung. Seit 1922 war Rickelmann, der die Niederdeutsche Sprache in Schrift und Wort beherrschte, auch Mitarbeiter der 1920 in Münster gebildeten Westfälischen Kommission für Volkskunde. Es gelang ihm, viele Überlieferungen vor dem Verlust zu bewahren.
Hubert Rickelmann galt als der beste Kenner der Geschichte und Volkskunde von Mettingen und seiner Umgebung. Wesentlichen Anteil daran hatten seine drei großen Buchveröffentlichungen, die allesamt als Standardwerke anzusehen sind. Mit Geschichte des Ibbenbürener Steinkohlenbergwerkes bis zum 20. Jahrhundert. 400 Jahre Ibbenbürener Bergbau veröffentlichte Rickelmann 1935 sein erstes Buch. Es war die erste umfassende Darstellung der Ibbenbürener Bergbaugeschichte.
Eine vergleichbare Pionierarbeit stellte sein Buch Mettingen im Wandel der Zeiten dar, an dem er 16 Jahre lang gearbeitet hatte, bevor er es 1953 mit Unterstützung des Hauses C. & A. Brenninkmeyer und der Gemeinde Mettingen herausbrachte. Das Lektorat hatte der Ibbenbürener Heimatforscher Anton Rosen übernommen.

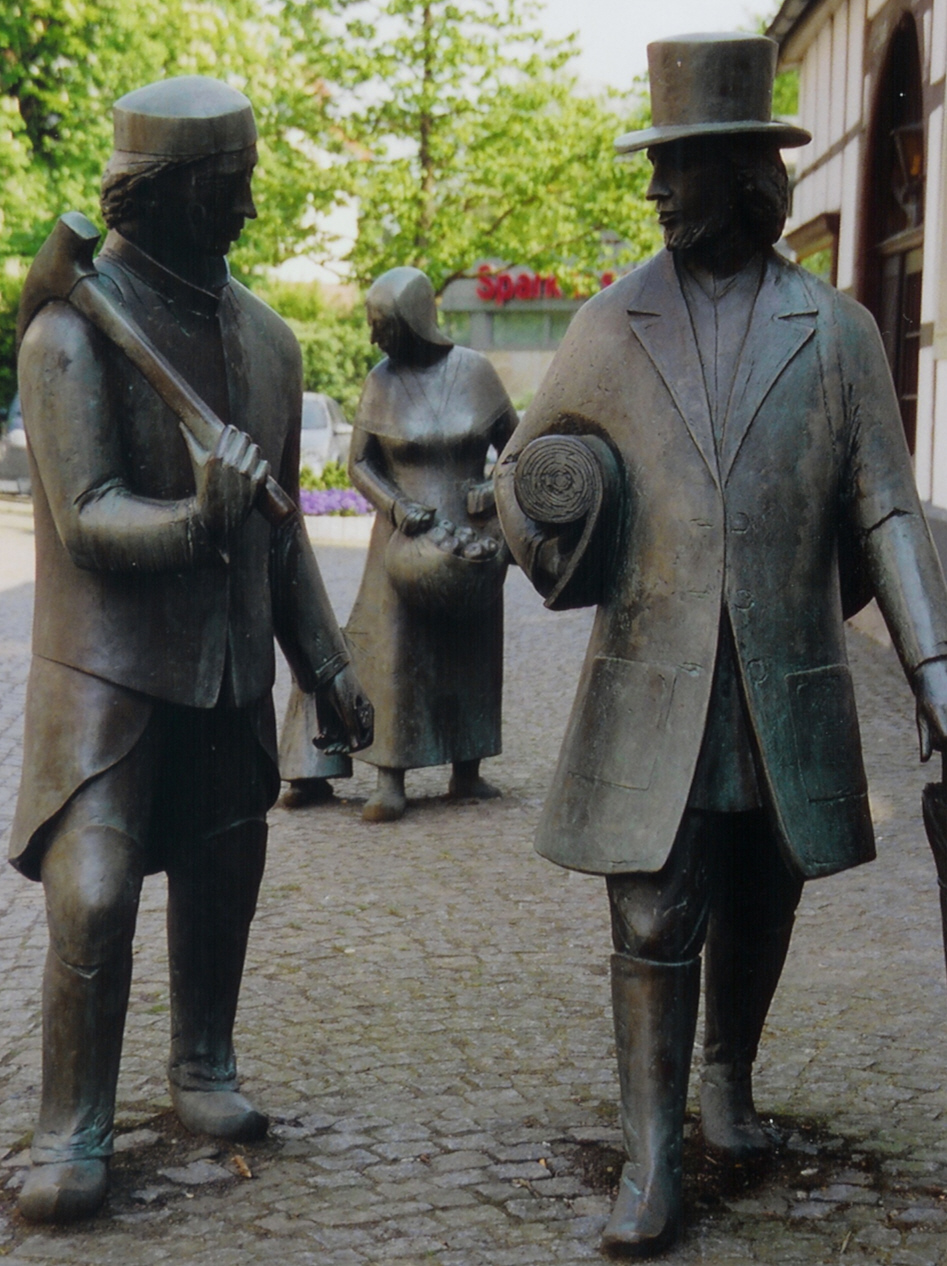
Hubert Rickelmann hat die Geschichte des Ortes Mettingen und des Tüöttenwesens als erster umfassend dargestellt

Rickelmann hatte im Lauf der Jahre umfangreiches heimatkundliches Material gesammelt und aus der Arbeit an seinem Bergbau-Buch heraus zahlreiche Bausteine für sein Heimatbuch zurückstellen können. Dennoch betrat er mit einer Gesamtschau der Mettinger Ortsgeschichte Neuland, weil bis dato als einzige umfangreichere Darstellung nur die 1927 unter maßgeblicher Beteiligung von Siegfried Schneider herausgebrachte Publikation Denkwürdigkeiten aus der katholischen Kirchengemeinde Mettingen 1777–1927 vorlag. Daher musste Rickelmann selbst intensive Grundlagenforschung betreiben, erschwert durch den Umstand, dass viele Akten von Behörden und Kirchenämtern vernichtet oder während des Zweiten Weltkriegs ausgelagert worden und daher mehrere Jahre lang nicht einsehbar waren. So war Rickelmann bei seinen Recherchen in vielen Punkten auf mündliche Überlieferungen angewiesen, deren häufige Unzulänglichkeiten ihm jedoch durchaus bewusst waren. Insgesamt wurde Mettingen im Wandel der Zeiten als die bis dahin wohl beste Heimatkunde des westfälischen Raumes angesehen.
Kurz vor seinem Tod im Jahr 1961 gelang es Hubert Rickelmann noch, das Manuskript für sein drittes Buch Die Tüötten in ihrem Handel und Wandel und die Wolle- und Leinenerzeugung im Tecklenburger Land fertigzustellen. An dieser umfassenden Darstellung des Tüöttenwesens hatte er Jahrzehnte gearbeitet.
Während Rickelmann seine Bücher ursprünglich zumeist im Selbstverlag veröffentlicht hatte, sorgte sein Sohn Hubert Rickelmann jr. später dafür, dass aktualisierte Neuauflagen herausgebracht wurden, wozu sich der Verlag Ferdinand Schöningh, Paderborn, bereit erklärte. Mettingen im Wandel der Zeiten wurde dafür von einem Redaktionsteam des Heimatvereins Mettingen unter Federführung von Bernhard Nonte überarbeitet und ergänzt. Auch Friedrich Ernst Hunsche wirkte daran mit. Rickelmanns Bergbau-Buch von 1935 erschien 1983 in einer von Hans Röhrs besorgten überarbeiteten und aktualisierten Neuauflage  unter dem Titel Der Ibbenbürener Steinkohlenbergbau von den Anfängen bis zur Gegenwart. Ebenfalls 1983 erschien bei Schöningh die dritte, unveränderte Auflage von Die Tüötten in ihrem Handel und Wandel.
Im Jahr 2010 gab der Heimatverein Mettingen das in seinen Augen „wertvollste Buch über Mettingen“ in einer unveränderten Neuauflage heraus. Dies wurde möglich, nachdem die Enkel Hubert Rickelmanns, Richard und Hans-Hubert Rickelmann, als rechtmäßige Erben dem Heimatverein die Rechte an dem Buch überlassen hatten. Richard Rickelmann hatte in seiner Kindheit und Jugend nicht nur mit seinem Großvater in Ibbenbüren in einem Haus gewohnt, sondern den Heimatforscher auch häufig bei dessen Erkundungen im Nachbarort Mettingen begleitet.
Außerdem veröffentlichte Rickelmann in der Ibbenbürener Volkszeitung Feuilletons und Aufsätze zur regionalen Sandsteinindustrie, über das Mühlengewerbe und die heimische Salzgewinnung, die Kalksteinvorkommen sowie das Brauereiwesen. Volks- und heimatkundliche Arbeiten befassten sich außerdem mit der Bringenburg in Wersen, Ibbenbüren an der Plane und mit dem Langenhof.
Rickelmann verfasste zudem Gedichte und Lieder, darunter das Ibbenbürener Bergmannslied, das Karl Schreiber für Männerchor und Rudolf Rieping als Volksweise vertonten. Für seine Lieder Der Bergmann und sein Grubenlicht, Geburtstagsständchen und Maiwanderlied schrieb er jeweils selbst Text und Melodie. Auch für das von dem Mettinger Schuhmachermeister Heinrich Beckemeyer verfasste Mettinger Heimatlied ersann er eine Melodie. Das Mettinger Tüöttenlied stammt ebenfalls aus seiner Feder.
Hubert Rickelmann starb im Alter von 78 Jahren am 30. Juni 1961 in Ibbenbüren. Seine letzte Ruhestätte fand er auf dem dortigen Zentralfriedhof. Die Grabstätte existiert heute nicht mehr, sie wurde 1997 nach Ablauf der Ruhefrist eingeebnet. Jedoch hat sich das Elterngrab der Rickelmanns auf dem Alten Friedhof Mettingen erhalten. Der Grabstein wurde im Zuge der Umgestaltung der Anlage 2010 an anderer Stelle des Friedhofsgeländes neu aufgestellt und soll auch künftig an die Familie erinnern.

## Ehrungen
Bereits zu Lebzeiten ist Hubert Rickelmann für seine heimatkundlichen Arbeiten mehrfach geehrt worden, so etwa 1957 durch die Gemeinde Mettingen und den Heimatverein. 1958 erhielt er das Bundesverdienstkreuz 1. Klasse.
Die Gemeinde Mettingen ehrte Rickelmann, indem sie die Straße Hubertushöhe nach ihm benannte. Und in der Laggenbecker Siedlung Fisbecker Forst hat ihm die Stadt Ibbenbüren die Rickelmannstraße gewidmet.

## Schriften
- Geschichte des Ibbenbürener Steinkohlenbergwerkes bis zum 20. Jahrhundert. 400 Jahre Ibbenbürener Bergbau, Ibbenbüren 1935 (Neuauflage in der Überarbeitung und Aktualisierung von Hans Röhrs unter dem Titel Der Ibbenbürener Steinkohlenbergbau von den Anfängen bis zur Gegenwart, Paderborn, München, Wien und Zürich 1983; 2., überarbeitete Auflage, Paderborn, München, Wien und Zürich 1987, ISBN 3-506-77224-4)
- Mettingen im Wandel der Zeiten, Lengerich 1953 (2., verbesserte Auflage Paderborn 1978, ISBN 3-506-77222-8; 3., unveränderte Auflage Mettingen 2010)
- als Zusammensteller/Bearbeiter: 50 Jahre Tecklenburger Nordbahn, 1905–1955, Ibbenbüren 1955
- Die Tüötten in ihrem Handel und Wandel und die Wolle- und Leinenerzeugung im Tecklenburger Land. Ein Beitrag zur Geschichte des Kreises Tecklenburg, Ibbenbüren 1961 (3., unveränderte Auflage unter dem Titel Die Tüötten in ihrem Handel und Wandel und die Wolle- und Leinenerzeugung im Tecklenburger Land. Ein Beitrag zur Wirtschafts-, Sozial- und Familiengeschichte in der ehemaligen Obergrafschaft Lingen, der Grafschaft Tecklenburg und den benachbarten Gegenden, Paderborn 1983, ISBN 3-506-77221-X)

Ein von Rickelmann erarbeitetes Plattdeutsches Wörterbuch in Mettinger Mundart erschien nicht als eigenständiges Werk, fand aber Eingang in die 2. Auflage von Mettingen im Wandel der Zeiten.